# Semicossyphus reticulatus
Semicossyphus reticulatus és una espècie de peix de la família dels làbrids i de l'ordre dels perciformes.

## Morfologia
Els mascles poden assolir els 100 cm de longitud total i els 14,7 kg de pes.

## Distribució geogràfica
Es troba al sud del Japó, Corea del Sud i Mar de la Xina Meridional.